# Formule 1 in 1990

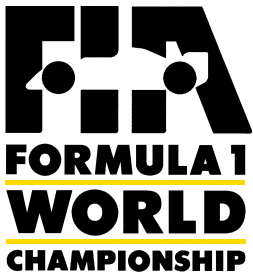
Formule 1 logo

Het Formule 1-seizoen 1990 was het 41ste FIA Formula One World Championship seizoen. Het begon op 11 maart en eindigde op 4 november na zestien races.

## Kalender
| GP nr. | Ronde | Grand Prix                 | Circuit                       | Plaats               | Datum        |
| ------ | ----- | -------------------------- | ----------------------------- | -------------------- | ------------ |
| 485    | 1     | GP van de Verenigde Staten | Stratencircuit Phoenix        | Phoenix (Arizona)    | 11 maart     |
| 486    | 2     | GP van Brazilië            | Autódromo José Carlos Pace    | São Paulo            | 25 maart     |
| 487    | 3     | GP van San Marino          | Autodromo Enzo e Dino Ferrari | Imola                | 13 mei       |
| 488    | 4     | GP van Monaco              | Circuit de Monaco             | Monte Carlo          | 27 mei       |
| 489    | 5     | GP van Canada              | Circuit Gilles Villeneuve     | Montreal (Quebec)    | 10 juni      |
| 490    | 6     | GP van Mexico              | Autódromo Hermanos Rodríguez  | Mexico-Stad          | 24 juni      |
| 491    | 7     | GP van Frankrijk           | Circuit Paul Ricard           | Le Castellet         | 8 juli       |
| 492    | 8     | GP van Groot-Brittannië    | Silverstone Circuit           | Silverstone          | 15 juli      |
| 493    | 9     | GP van Duitsland           | Hockenheimring                | Hockenheim           | 29 juli      |
| 494    | 10    | GP van Hongarije           | Hungaroring                   | Mogyoród             | 12 augustus  |
| 495    | 11    | GP van België              | Circuit de Spa-Francorchamps  | Stavelot             | 26 augustus  |
| 496    | 12    | GP van Italië              | Autodromo Nazionale Monza     | Monza                | 9 september  |
| 497    | 13    | GP van Portugal            | Autódromo do Estoril          | Estoril              | 23 september |
| 498    | 14    | GP van Spanje              | Circuito Permanente de Jerez  | Jerez de la Frontera | 30 september |
| 499    | 15    | GP van Japan               | Circuit Suzuka                | Suzuka               | 21 oktober   |
| 500    | 16    | GP van Australië           | Stratencircuit van Adelaide   | Adelaide             | 4 november   |

## Resultaten en klassement

### Grands Prix
| Ronde | Grand Prix                 | Poleposition    | Snelste ronde      | Winnende coureur | Winnende constructeur | Banden | Verslag |
| ----- | -------------------------- | --------------- | ------------------ | ---------------- | --------------------- | ------ | ------- |
| 1     | GP van de Verenigde Staten | Gerhard Berger  | Gerhard Berger     | Ayrton Senna     | McLaren-Honda         | G      | Verslag |
| 2     | GP van Brazilië            | Ayrton Senna    | Gerhard Berger     | Alain Prost      | Ferrari               | G      | Verslag |
| 3     | GP van San Marino          | Ayrton Senna    | Alessandro Nannini | Riccardo Patrese | Williams-Renault      | G      | Verslag |
| 4     | GP van Monaco              | Ayrton Senna    | Ayrton Senna       | Ayrton Senna     | McLaren-Honda         | G      | Verslag |
| 5     | GP van Canada              | Ayrton Senna    | Gerhard Berger     | Ayrton Senna     | McLaren-Honda         | G      | Verslag |
| 6     | GP van Mexico              | Gerhard Berger  | Alain Prost        | Alain Prost      | Ferrari               | G      | Verslag |
| 7     | GP van Frankrijk           | Nigel Mansell   | Nigel Mansell      | Alain Prost      | Ferrari               | G      | Verslag |
| 8     | GP van Groot-Brittannië    | Nigel Mansell   | Nigel Mansell      | Alain Prost      | Ferrari               | G      | Verslag |
| 9     | GP van Duitsland           | Ayrton Senna    | Thierry Boutsen    | Ayrton Senna     | McLaren-Honda         | G      | Verslag |
| 10    | GP van Hongarije           | Thierry Boutsen | Riccardo Patrese   | Thierry Boutsen  | Williams-Renault      | G      | Verslag |
| 11    | GP van België              | Ayrton Senna    | Alain Prost        | Ayrton Senna     | McLaren-Honda         | G      | Verslag |
| 12    | GP van Italië              | Ayrton Senna    | Ayrton Senna       | Ayrton Senna     | McLaren-Honda         | G      | Verslag |
| 13    | GP van Portugal            | Nigel Mansell   | Riccardo Patrese   | Nigel Mansell    | Ferrari               | G      | Verslag |
| 14    | GP van Spanje              | Ayrton Senna    | Riccardo Patrese   | Alain Prost      | Ferrari               | G      | Verslag |
| 15    | GP van Japan               | Ayrton Senna    | Riccardo Patrese   | Nelson Piquet    | Benetton-Ford         | G      | Verslag |
| 16    | GP van Australië           | Ayrton Senna    | Nigel Mansell      | Nelson Piquet    | Benetton-Ford         | G      | Verslag |

### Puntentelling
Punten worden toegekend aan de top zes geklasseerde coureurs. 
| Positie | 01e0 | 02e0 | 03e0 | 04e0 | 05e0 | 06e0 |
| Punten  | 9    | 6    | 4    | 3    | 2    | 1    |

### Klassement bij de coureurs
De elf beste resultaten van alle wedstrijden tellen mee voor de eindstand. Bij "Punten" staan de getelde kampioenschapspunten gevolgd door de totale punten tussen haakjes.
| Pos. | Nr.              | Coureur            | Constructeur                        | Grands Prix | Grands Prix | Grands Prix | Grands Prix | Grands Prix | Grands Prix | Grands Prix | Grands Prix | Grands Prix | Grands Prix | Grands Prix | Grands Prix | Grands Prix | Grands Prix | Grands Prix | Grands Prix | Punten  |
| Pos. | Nr.              | Coureur            | Constructeur                        | VST         | BRA         | SMR         | MON         | CAN         | MEX         | FRA         | GBR         | DUI         | HON         | BEL         | ITA         | POR         | SPA         | JPN         | AUS         | Punten  |
| ---- | ---------------- | ------------------ | ----------------------------------- | ----------- | ----------- | ----------- | ----------- | ----------- | ----------- | ----------- | ----------- | ----------- | ----------- | ----------- | ----------- | ----------- | ----------- | ----------- | ----------- | ------- |
| 1    | 27               | Ayrton Senna       | McLaren-Honda                       | 1           | 3P          | DNFP        | 1PS0        | 1P          | 20†         | 3           | 3           | 1P          | 2           | 1P          | 1PS0        | 2           | DNFP        | DNFP        | DNFP        | 78      |
| 2    | 1                | Alain Prost        | Ferrari                             | DNF         | 1           | 4           | DNF         | (5)         | 1S          | 1           | 1           | 4           | DNF         | 2S          | 2           | 3           | 1           | DNF         | 3           | 71 (73) |
| 3    | 20               | Nelson Piquet sr.  | Benetton-Ford                       | 4           | (6)         | 5           | DSQ         | 2           | 6           | 4           | 5           | DNF         | 3           | 5           | 7           | 5           | DNF         | 1           | 1           | 43 (44) |
| 4    | 28               | Gerhard Berger     | McLaren-Honda                       | DNFPS0      | 2S          | 2           | 3           | 4S          | 3P          | 5           | 14†         | 3           | 16†         | 3           | 3           | 4           | DNF         | DNF         | 4           | 43      |
| 5    | 2                | Nigel Mansell      | Ferrari                             | DNF         | 4           | DNF         | DNF         | 3           | 2           | 18†PS0      | DNFPS0      | DNF         | 17†         | DNF         | 4           | 1P          | 2           | DNF         | 2S          | 37      |
| 6    | 5                | Thierry Boutsen    | Williams-Renault                    | 3           | 5           | DNF         | 4           | DNF         | 5           | DNF         | 2           | 6S          | 1P          | DNF         | DNF         | DNF         | 4           | 5           | 5           | 34      |
| 7    | 6                | Riccardo Patrese   | Williams-Renault                    | 9           | 13†         | 1           | DNF         | DNF         | 9           | 6           | DNF         | 5           | 4S          | DNF         | 5           | 7S          | 5S          | 4S          | 6           | 23      |
| 8    | 19               | Alessandro Nannini | Benetton-Ford                       | 11          | 10†         | 3S          | DNF         | DNF         | 4           | 16†         | DNF         | 2           | DNF         | 4           | 8           | 6           | 3           |             |             | 21      |
| 9    | 4                | Jean Alesi         | Tyrrell-Ford                        | 2           | 7           | 6           | 2           | DNF         | 7           | DNF         | 8           | 11†         | DNF         | 8           | DNF         | 8           | DNF         | DNS         | 8           | 13      |
| 10   | 16               | Ivan Capelli       | Leyton House-Judd                   | DNF         | DNQ         | DNF         | DNF         | 10          | DNQ         | 2           | DNF         | 7           | DNF         | 7           | DNF         | DNF         | DNF         | DNF         | DNF         | 6       |
| 11   | 33 (14x) 19 (2x) | Roberto Moreno     | EuroBrun-Judd Benetton-Ford         | 13          | DNPQ        | DNF         | DNQ         | DNQ         | EX          | DNPQ        | DNPQ        | DNPQ        | DNPQ        | DNPQ        | DNPQ        | DNPQ        | DNPQ        | 2           | 7           | 6       |
| 12   | 30               | Aguri Suzuki       | Lola-Lamborghini                    | DNF         | DNF         | DNF         | DNF         | 12          | DNF         | 7           | 6           | DNF         | DNF         | DNF         | DNF         | 14†         | 6           | 3           | DNF         | 6       |
| 13   | 29               | Eric Bernard       | Lola-Lamborghini                    | 8           | DNF         | 13†         | 6           | 9           | DNF         | 8           | 4           | DNF         | 6           | 9           | DNF         | DNF         | DNF         | DNF         | DNF         | 5       |
| 14   | 11               | Derek Warwick      | Lotus-Lamborghini                   | DNF         | DNF         | 7           | DNF         | 6           | 10          | 11          | DNF         | 8           | 5           | 11          | DNF         | DNF         | DNF         | DNF         | DNF         | 3       |
| 15   | 3                | Satoru Nakajima    | Tyrrell-Ford                        | 6           | 8           | DNF         | DNF         | 11          | DNF         | DNF         | DNF         | DNF         | DNF         | DNF         | 6           | DNS         | DNF         | 6           | DNF         | 3       |
| 16   | 10               | Alex Caffi         | Arrows-Ford                         |             | DNF         | DNQ         | 5           | 8           | DNQ         | DNF         | 7           | 9           | 9           | 10          | 9           | 13†         |             | 9           | DNQ         | 2       |
| 17   | 8                | Stefano Modena     | Brabham-Judd                        | 5           | DNF         | DNF         | DNF         | 7           | 11          | 13          | 9           | DNF         | DNF         | 17†         | DNF         | DNF         | DNF         | DNF         | 12          | 2       |
| 18   | 15               | Mauricio Gugelmin  | Leyton House-Judd                   | 14          | DNQ         | DNF         | DNQ         | DNQ         | DNQ         | DNF         | DNS         | DNF         | 8           | 6           | DNF         | 12          | 8           | DNF         | DNF         | 1       |
| 19   | 25               | Nicola Larini      | Ligier-Ford                         | DNF         | 11          | 10          | DNF         | DNF         | 16          | 14          | 10          | 10          | 11          | 14          | 11          | 10          | 7           | 7           | 10          | 0       |
| 20   | 12               | Martin Donnelly    | Lotus-Lamborghini                   | DNS         | DNF         | 8           | DNF         | DNF         | 8           | 12          | DNF         | DNF         | 7           | 12          | DNF         | DNF         | DNS         |             |             | 0       |
| 21   | 23               | Pierluigi Martini  | Minardi-Ford                        | 7           | 9           | DNS         | DNF         | DNF         | 12          | DNF         | DNF         | DNF         | DNF         | 15          | DNF         | 11          | DNF         | 8           | 9           | 0       |
| 22   | 7 (2x) 35 (8x)   | Gregor Foitek      | Brabham-Judd Onyx-Ford              | DNF         | DNF         | DNF         | 7†          | DNF         | 15          | DNQ         | DNQ         | DNF         | DNQ         |             |             |             |             |             |             | 0       |
| 23   | 26               | Philippe Alliot    | Ligier-Ford                         | EX          | 12          | 9           | DNF         | DNF         | 18          | 9           | 13          | DSQ         | 14          | DNQ         | 13          | DNF         | DNF         | 10          | 11          | 0       |
| 24   | 9                | Michele Alboreto   | Arrows-Ford                         | 10          | DNF         | DNQ         | DNQ         | DNF         | 17          | 10          | DNF         | DNF         | 12          | 13          | 12†         | 9           | 10          | DNF         | DNQ         | 0       |
| 25   | 18               | Yannick Dalmas     | AGS-Ford                            | DNPQ        | DNF         | DNPQ        | DNPQ        | DNPQ        | DNPQ        | 17          | DNPQ        | DNQ         | DNQ         | DNQ         | NC          | DNF         | 9           | DNQ         | DNQ         | 0       |
| 26   | 21               | Emanuele Pirro     | Dallara-Ford                        |             |             | DNF         | DNF         | DNF         | DNF         | DNF         | 11          | DNF         | 10          | DNF         | DNF         | 15          | DNF         | DNF         | DNF         | 0       |
| 27   | 22               | Andrea de Cesaris  | Dallara-Ford                        | DNF         | DNF         | DNF         | DNF         | DNF         | 13          | DSQ         | DNF         | DNQ         | DNF         | DNF         | 10          | DNF         | DNF         | DNF         | DNF         | 0       |
| 28   | 24               | Paolo Barilla      | Minardi-Ford                        | DNF         | DNF         | 11          | DNF         | DNQ         | 14          | DNQ         | 12          | DNQ         | 15          | DNF         | DNQ         | DNQ         | DNQ         |             |             | 0       |
| 29   | 36               | JJ Lehto           | Onyx-Ford                           | DNQ         | DNQ         | 12          | DNF         | DNF         | DNF         | DNQ         | DNQ         | NC          | DNQ         |             |             |             |             |             |             | 0       |
| 30   | 10               | Bernd Schneider    | Arrows-Ford                         | 12          |             |             |             |             |             |             |             |             |             |             |             |             | DNQ         |             |             | 0       |
| 31   | 14               | Olivier Grouillard | Osella-Ford                         | DNF         | DNF         | DNF         | DNQ         | 13          | 19          | DNPQ        | DNQ         | DNQ         | DNPQ        | 16          | DNF         | DNQ         | DNF         | DNQ         | 13          | 0       |
| 32   | 17               | Gabriele Tarquini  | AGS-Ford                            | DNPQ        | DNPQ        | DNPQ        | DNPQ        | DNPQ        | DNPQ        | DNQ         | DNF         | DNPQ        | 13          | DNQ         | DNQ         | DNQ         | DNF         | DNQ         | DNF         | 0       |
| 33   | 21 (2x) 24 (2x)  | Gianni Morbidelli  | Dallara-Ford Minardi-Ford           | DNQ         | 14          |             |             |             |             |             |             |             |             |             |             |             |             | DNF         | DNF         | 0       |
| 34   | 7                | David Brabham      | Brabham-Judd                        |             |             | DNQ         | DNF         | DNQ         | DNF         | 15          | DNQ         | DNF         | DNQ         | DNF         | DNQ         | DNF         | DNQ         | DNF         | DNF         | 0       |
| —    | 12               | Johnny Herbert     | Lotus-Lamborghini                   |             |             |             |             |             |             |             |             |             |             |             |             |             |             | DNF         | DNF         | 0       |
| —    | 31               | Bertrand Gachot    | Coloni-Subaru (8x) Coloni-Ford (8x) | DNPQ        | DNPQ        | DNPQ        | DNPQ        | DNPQ        | DNPQ        | DNPQ        | DNPQ        | DNPQ        | DNPQ        | DNQ         | DNQ         | DNQ         | DNQ         | DNQ         | DNQ         | 0       |
| —    | 35               | Stefan Johansson   | Onyx-Ford                           | DNQ         | DNQ         |             |             |             |             |             |             |             |             |             |             |             |             |             |             | 0       |
| —    | 34               | Claudio Langes     | EuroBrun-Judd                       | DNPQ        | DNPQ        | DNPQ        | DNPQ        | DNPQ        | DNPQ        | DNPQ        | DNPQ        | DNPQ        | DNPQ        | DNPQ        | DNPQ        | DNPQ        | DNPQ        |             |             | 0       |
| —    | 39               | Bruno Giacomelli   | Life (10x) Life-Judd (2x)           |             |             | DNPQ        | DNPQ        | DNPQ        | DNPQ        | DNPQ        | DNPQ        | DNPQ        | DNPQ        | DNPQ        | DNPQ        | DNPQ        | DNPQ        |             |             | 0       |
| —    | 39               | Gary Brabham       | Life                                | DNPQ        | DNPQ        |             |             |             |             |             |             |             |             |             |             |             |             |             |             | 0       |
| Pos. | Nr.              | Coureur            | Constructeur                        | VST         | BRA         | SMR         | MON         | CAN         | MEX         | FRA         | GBR         | DUI         | HON         | BEL         | ITA         | POR         | SPA         | JPN         | AUS         | Punten  |
| Pos. | Nr.              | Coureur            | Constructeur                        | Grands Prix |             |             |             |             |             |             |             |             |             |             |             |             |             |             |             | Punten  |

| Resultaat                      |
| ------------------------------ |
| Winnaar                        |
| Tweede plaats                  |
| Derde plaats                   |
| Gefinisht (punten)             |
| Gefinisht (geen punten)        |
| Niet geklasseerd (NC)          |
| Uitgevallen (DNF)              |
| Niet gekwalificeerd (DNQ)      |
| Niet gepre-kwalificeerd (DNPQ) |
| Gediskwalificeerd (DSQ)        |
| Niet gestart (DNS)             |
| Gewond (INJ)                   |
| Uitgesloten (EX)               |
| Teruggetrokken (WD)            |
| Niet deelgenomen (blanco cel)  |
| P Pole position                |
| S Snelste ronde                |

† — Coureur is niet gefinisht in de GP, maar heeft wel 90% van de raceafstand afgelegd, waardoor hij als geklasseerd genoteerd staat.
- Door het helikopterongeluk van Alessandro Nannini werd hij bij Benetton vervangen door Roberto Moreno vanaf de Grand Prix van Japan.
- Gary Brabham vertrok na twee races bij Life en werd vervangen door Bruno Giacomelli.
- Gregor Foitek vertrok na de tweede Grand Prix bij Brabham (zijn vervanger was David Brabham) en ging rijden voor Onyx in de plaats van Stefan Johansson.
- Johnny Herbert verving Martin Donnelly de laatste 2 races van het seizoen na diens zware ongeval in Spanje.
- Gianni Morbidelli reed de eerste twee races van het seizoen voor Dallara en werd daarna vervangen door Emmanuele Pirro, de laatste twee races reed Morbidelli voor Minardi in plaats van Paolo Barilla.
- Bernd Schneider reed in Alex Caffi's plaats voor Footwork in de Verenigde Staten en Spanje.
- Voor de GP van Duitsland veranderde Onyx van naam naar Monteverdi, in Hongarije deed dit team voor het laatst mee.
- In Spanje namen EuroBrun en Life voor het laatst deel aan het seizoen.

### Klassement bij de constructeurs
| Pos. | Constructeur      | Nr. | Grands Prix | Grands Prix | Grands Prix | Grands Prix | Grands Prix | Grands Prix | Grands Prix | Grands Prix | Grands Prix | Grands Prix | Grands Prix | Grands Prix | Grands Prix | Grands Prix | Grands Prix | Grands Prix | Punten |
| Pos. | Constructeur      | Nr. | VST         | BRA         | SMR         | MON         | CAN         | MEX         | FRA         | GBR         | DUI         | HON         | BEL         | ITA         | POR         | SPA         | JPN         | AUS         | Punten |
| ---- | ----------------- | --- | ----------- | ----------- | ----------- | ----------- | ----------- | ----------- | ----------- | ----------- | ----------- | ----------- | ----------- | ----------- | ----------- | ----------- | ----------- | ----------- | ------ |
| 1    | McLaren-Honda     | 27  | 1           | 3P          | DNFP        | 1PS0        | 1P          | 20†         | 3           | 3           | 1P          | 2           | 1P          | 1PS0        | 2           | DNFP        | DNFP        | DNFP        | 121    |
| 1    | McLaren-Honda     | 28  | DNFPS0      | 2S          | 2           | 3           | 4S          | 3P          | 5           | 14†         | 3           | 16†         | 3           | 3           | 4           | DNF         | DNF         | 4           | 121    |
| 2    | Ferrari           | 1   | DNF         | 1           | 4           | DNF         | 5           | 1S          | 1           | 1           | 4           | DNF         | 2S          | 2           | 3           | 1           | DNF         | 3           | 110    |
| 2    | Ferrari           | 2   | DNF         | 4           | DNF         | DNF         | 3           | 2           | 18†PS0      | DNFPS0      | DNF         | 17†         | DNF         | 4           | 1P          | 2           | DNF         | 2S          | 110    |
| 3    | Benetton-Ford     | 19  | 11          | 10†         | 3S          | DNF         | DNF         | 4           | 16†         | DNF         | 2           | DNF         | 4           | 8           | 6           | 3           | 2           | 7           | 71     |
| 3    | Benetton-Ford     | 20  | 4           | 6           | 5           | DSQ         | 2           | 6           | 4           | 5           | DNF         | 3           | 5           | 7           | 5           | DNF         | 1           | 1           | 71     |
| 4    | Williams-Renault  | 5   | 3           | 5           | DNF         | 4           | DNF         | 5           | DNF         | 2           | 6S          | 1P          | DNF         | DNF         | DNF         | 4           | 5           | 5           | 57     |
| 4    | Williams-Renault  | 6   | 9           | 13†         | 1           | DNF         | DNF         | 9           | 6           | DNF         | 5           | 4S          | DNF         | 5           | 7S          | 5S          | 4S          | 6           | 57     |
| 5    | Tyrrell-Ford      | 3   | 6           | 8           | DNF         | DNF         | 11          | DNF         | DNF         | DNF         | DNF         | DNF         | DNF         | 6           | DNS         | DNF         | 6           | DNF         | 16     |
| 5    | Tyrrell-Ford      | 4   | 2           | 7           | 6           | 2           | DNF         | 7           | DNF         | 8           | 11†         | DNF         | 8           | DNF         | 8           | DNF         | DNS         | 8           | 16     |
| 6    | Lola-Lamborghini  | 29  | 8           | DNF         | 13†         | 6           | 9           | DNF         | 8           | 4           | DNF         | 6           | 9           | DNF         | DNF         | DNF         | DNF         | DNF         | 11     |
| 6    | Lola-Lamborghini  | 30  | DNF         | DNF         | DNF         | DNF         | 12          | DNF         | 7           | 6           | DNF         | DNF         | DNF         | DNF         | 14†         | 6           | 3           | DNF         | 11     |
| 7    | Leyton House-Judd | 15  | 14          | DNQ         | DNF         | DNQ         | DNQ         | DNQ         | DNF         | DNS         | DNF         | 8           | 6           | DNF         | 12          | 8           | DNF         | DNF         | 7      |
| 7    | Leyton House-Judd | 16  | DNF         | DNQ         | DNF         | DNF         | 10          | DNQ         | 2           | DNF         | 7           | DNF         | 7           | DNF         | DNF         | DNF         | DNF         | DNF         | 7      |
| 8    | Lotus-Lamborghini | 11  | DNF         | DNF         | 7           | DNF         | 6           | 10          | 11          | DNF         | 8           | 5           | 11          | DNF         | DNF         | DNF         | DNF         | DNF         | 3      |
| 8    | Lotus-Lamborghini | 12  | DNS         | DNF         | 8           | DNF         | DNF         | 8           | 12          | DNF         | DNF         | 7           | 12          | DNF         | DNF         | DNS         | DNF         | DNF         | 3      |
| 9    | Brabham-Judd      | 7   | DNF         | DNF         | DNQ         | DNF         | DNQ         | DNF         | 15          | DNQ         | DNF         | DNQ         | DNF         | DNQ         | DNF         | DNQ         | DNF         | DNF         | 2      |
| 9    | Brabham-Judd      | 8   | 5           | DNF         | DNF         | DNF         | 7           | 11          | 13          | 9           | DNF         | DNF         | 17†         | DNF         | DNF         | DNF         | DNF         | 12          | 2      |
| 10   | Arrows-Ford       | 9   | 10          | DNF         | DNQ         | DNQ         | DNF         | 17          | 10          | DNF         | DNF         | 12          | 13          | 12†         | 9           | 10          | DNF         | DNQ         | 2      |
| 10   | Arrows-Ford       | 10  | 12          | DNF         | DNQ         | 5           | 8           | DNQ         | DNF         | 7           | 9           | 9           | 10          | 9           | 13†         | DNQ         | 9           | DNQ         | 2      |
| 11   | Ligier-Ford       | 25  | DNF         | 11          | 10          | DNF         | DNF         | 16          | 14          | 10          | 10          | 11          | 14          | 11          | 10          | 7           | 7           | 10          | 0      |
| 11   | Ligier-Ford       | 26  | EX          | 12          | 9           | DNF         | DNF         | 18          | 9           | 13          | DSQ         | 14          | DNQ         | 13          | DNF         | DNF         | 10          | 11          | 0      |
| 12   | Minardi-Ford      | 23  | 7           | 9           | DNS         | DNF         | DNF         | 12          | DNF         | DNF         | DNF         | DNF         | 15          | DNF         | 11          | DNF         | 8           | 9           | 0      |
| 12   | Minardi-Ford      | 24  | DNF         | DNF         | 11          | DNF         | DNQ         | 14          | DNQ         | 12          | DNQ         | 15          | DNF         | DNQ         | DNQ         | DNQ         | DNF         | DNF         | 0      |
| 13   | Onyx-Ford         | 35  | DNQ         | DNQ         | DNF         | 7†          | DNF         | 15          | DNQ         | DNQ         | DNF         | DNQ         |             |             |             |             |             |             | 0      |
| 13   | Onyx-Ford         | 36  | DNQ         | DNQ         | 12          | DNF         | DNF         | DNF         | DNQ         | DNQ         | NC          | DNQ         |             |             |             |             |             |             | 0      |
| 14   | AGS-Ford          | 17  | DNPQ        | DNPQ        | DNPQ        | DNPQ        | DNPQ        | DNPQ        | DNQ         | DNF         | DNPQ        | 13          | DNQ         | DNQ         | DNQ         | DNF         | DNQ         | DNF         | 0      |
| 14   | AGS-Ford          | 18  | DNPQ        | DNF         | DNPQ        | DNPQ        | DNPQ        | DNPQ        | 17          | DNPQ        | DNQ         | DNQ         | DNQ         | DNF         | DNF         | 9           | DNQ         | DNQ         | 0      |
| 15   | Dallara-Ford      | 21  | DNQ         | 14          | DNF         | DNF         | DNF         | DNF         | DNF         | 11          | DNF         | 10          | DNF         | DNF         | 15          | DNF         | DNF         | DNF         | 0      |
| 15   | Dallara-Ford      | 22  | DNF         | DNF         | DNF         | DNF         | DNF         | 13          | DSQ         | DNF         | DNQ         | DNF         | DNF         | 10          | DNF         | DNF         | DNF         | DNF         | 0      |
| 16   | Osella-Ford       | 14  | DNF         | DNF         | DNF         | DNQ         | 13          | 19          | DNPQ        | DNQ         | DNQ         | DNPQ        | 16          | DNF         | DNQ         | DNF         | DNQ         | 13          | 0      |
| 17   | EuroBrun-Judd     | 33  | 13          | DNPQ        | DNF         | DNQ         | DNQ         | EX          | DNPQ        | DNPQ        | DNPQ        | DNPQ        | DNPQ        | DNPQ        | DNPQ        | DNPQ        |             |             | 0      |
| 17   | EuroBrun-Judd     | 34  | DNPQ        | DNPQ        | DNPQ        | DNPQ        | DNPQ        | DNPQ        | DNPQ        | DNPQ        | DNPQ        | DNPQ        | DNPQ        | DNPQ        | DNPQ        | DNPQ        |             |             | 0      |
| —    | Coloni-Ford       | 31  |             |             |             |             |             |             |             |             | DNPQ        | DNPQ        | DNQ         | DNQ         | DNQ         | DNQ         | DNQ         | DNQ         | 0      |
| —    | Life              | 39  | DNPQ        | DNPQ        | DNPQ        | DNPQ        | DNPQ        | DNPQ        | DNPQ        | DNPQ        | DNPQ        | DNPQ        | DNPQ        | DNPQ        |             |             |             |             | 0      |
| —    | Coloni-Subaru     | 31  | DNPQ        | DNPQ        | DNPQ        | DNPQ        | DNPQ        | DNPQ        | DNPQ        | DNPQ        |             |             |             |             |             |             |             |             | 0      |
| —    | Life-Judd         | 39  |             |             |             |             |             |             |             |             |             |             |             |             | DNPQ        | DNPQ        |             |             | 0      |
| Pos. | Constructeur      | Nr. | VST         | BRA         | SMR         | MON         | CAN         | MEX         | FRA         | GBR         | DUI         | HON         | BEL         | ITA         | POR         | SPA         | JPN         | AUS         | Punten |
| Pos. | Constructeur      | Nr. | Grands Prix |             |             |             |             |             |             |             |             |             |             |             |             |             |             |             | Punten |

| Resultaat                      |
| ------------------------------ |
| Winnaar                        |
| Tweede plaats                  |
| Derde plaats                   |
| Gefinisht (punten)             |
| Gefinisht (geen punten)        |
| Niet geklasseerd (NC)          |
| Uitgevallen (DNF)              |
| Niet gekwalificeerd (DNQ)      |
| Niet gepre-kwalificeerd (DNPQ) |
| Gediskwalificeerd (DSQ)        |
| Niet gestart (DNS)             |
| Gewond (INJ)                   |
| Uitgesloten (EX)               |
| Teruggetrokken (WD)            |
| Niet deelgenomen (blanco cel)  |
| P Pole position                |
| S Snelste ronde                |

† — Coureur is niet gefinisht in de GP, maar heeft wel 90% van de raceafstand afgelegd, waardoor hij als geklasseerd genoteerd staat.
1950 · 1951 · 1952 · 1953 · 1954 · 1955 · 1956 · 1957 · 1958 · 1959 · 1960 · 1961 · 1962 · 1963 · 1964 · 1965 · 1966 · 1967 · 1968 · 1969 · 1970 · 1971 · 1972 · 1973 · 1974 · 1975 · 1976 · 1977 · 1978 · 1979 · 1980 · 1981 · 1982 · 1983 · 1984 · 1985 · 1986 · 1987 · 1988 · 1989 · 1990 · 1991 · 1992 · 1993 · 1994 · 1995 · 1996 · 1997 · 1998 · 1999 · 2000 · 2001 · 2002 · 2003 · 2004 · 2005 · 2006 · 2007 · 2008 · 2009 · 2010 · 2011 · 2012 · 2013 · 2014 · 2015 · 2016 · 2017 · 2018 · 2019 · 2020 · 2021 · 2022 · 2023 · 2024 · 2025 · 2026 
 Lijst van Formule 1 Grand Prix-wedstrijden